# Mustafa Al-Bassas
Mustafa Mahdi Al-Bassas (2 de junho de 1993) é um futebolista profissional saudita que atua como meia.

## Carreira
Mustafa Al-Bassas representou a Seleção Saudita de Futebol na Copa da Ásia de 2015.